# Polana assula
Polana assula är en insektsart som beskrevs av Delong och Freytag 1972. Polana assula ingår i släktet Polana och familjen dvärgstritar. Inga underarter finns listade i Catalogue of Life.